# Società Editrice Allemandi
La Società Editrice Allemandi è una casa editrice italiana con sede a Torino, specializzata nella pubblicazione di libri e periodici d'arte e d'architettura.

## Storia
La casa editrice nacque per iniziativa di Umberto Allemandi, all'epoca reduce da una collaborazione quasi ventennale con Bolaffi; quando quest'ultima fu assorbita dal gruppo Mondadori, Allemandi e parte del suo gruppo di lavoro decisero di non seguire il nuovo progetto editoriale e nel 1983 ne crearono uno nuovo a Torino, la cui prima pubblicazione periodica fu il Giornale dell'Arte.
A tale pubblicazione fu affiancato un trimestrale, Antologia di Belle arti, la cui curatela fu affidata a specialisti della materia come Giuliano Briganti, Álvar González-Palacios e Federico Zeri, che ben presto divenne una rivista di riferimento in tutto il mondo con la sua tiratura internazionale di 3500 copie.
Rilevante anche la collana Annuari di economia dell'arte nelle cui pubblicazioni Allemandi propose una valutazione «ragionata» delle opere, in cui si operava distinzione tra valore e prezzo, e mettendo in luce il meccanismo tramite cui quest'ultimo si formava a uso del mercato.
Benché la vocazione originaria dell'editore fosse artistica, la nuova Casa avviò anche la pubblicazione di collane bibliografiche (Testimoni dell'arte) e di testi di narrativa, sia pure legati a tematiche artistiche, come per esempio Viaggio di nozze al Louvre di Fruttero & Lucentini.
Nel corso degli anni la casa editrice ospitò contributi di studiosi di chiara fama internazionale quali ad esempio lo storico britannico del Rinascimento John Pope-Hennessy, oltre a curare cataloghi per case d'arte e mostre.
Col tempo Allemandi iniziò anche a diversificare le linee editoriali, pubblicando dal 1986 il Giornale della Musica sotto la direzione di Alberto Sinigalia e rilevando dall'Associazione antiquari d'Italia la Gazzetta Antiquaria.
Nel 2002 diede vita al mensile Il Giornale dell'Architettura, che tratta di architettura, urbanistica, design e ambiente, la cui versione on-line è, dal 2014, curata su licenza dell'editore dall'associazione culturale "The Architectural Post".
Il 24 dicembre 2002 il magazzino dell'editore a San Mauro, contenente più di 130000 volumi, fu dato alle fiamme da ignoti; nonostante la perdita quasi completa dell'archivio cartaceo, Allemandi tornò alle pubblicazioni già nel febbraio successivo.
Il 5 dicembre 2024 la Società Editrice Allemandi a r.l. è stata acquisita da una solida compagine societaria che riunisce Intesa Sanpaolo, Fondazione 1563 per l’Arte e la Cultura della Compagnia di San Paolo, e Fondazione Cassa di Risparmio di Cuneo. Il nuovo assetto societario mira a consolidare la Società Editrice Allemandi nel settore editoriale e il suo rinnovato posizionamento come player di assoluto riferimento nel mercato dell’informazione con Il Giornale dell’Arte e le pubblicazioni dedicate all’arte, all’architettura, all’antiquariato, al design e alla critica contemporanea, con l’obiettivo di costituire una delle principali piattaforme di conoscenza e divulgazione culturale a livello professionale. 